# Hof ter Biest

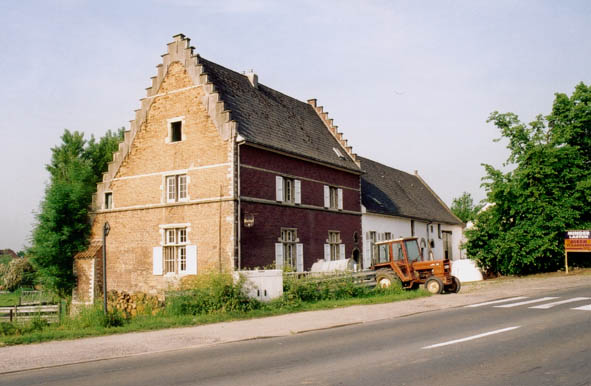
Biesthoeve

Het Hof ter Biest of de Biesthoeve is een gerekte hoeve met trapgevels uit de 17e eeuw, gelegen aan de Wolvertemsesteenweg in de Vlaamse gemeente Grimbergen. Het is een voormalige abdijhoeve van de Abdij van Grimbergen.

## Biestkapel
In de nabijheid bevindt zich de Biestkapel die in 1843 gebouwd werd op grond van de Commissie voor Openbare Onderstand, aan de rechterzijde van de Wolvertemsesteenweg op de hoek met de Oude Baan.
In 1948 werd het kapelletje wegens wegenwerken overgebracht naar de linkerkant van de steenweg. In de meimaand werd hier vroeger tweemaal per week de rozenkrans gebeden en had er in oktober een noveen plaats.

## Beschermd dorpsgezicht
De hoeve en zijn onmiddellijke omgeving werd op initiatief en dankzij de dossiervoorbereiding door Eigen Schoon Grimbergen op 9 juli 1980 als dorpsgezicht beschermd.